# Воєвода (Румунія)
Воєвода (рум. Voievoda) — село у повіті Телеорман в Румунії. Входить до складу комуни Фуркулешть.
Село розташоване на відстані 101 км на південний захід від Бухареста, 21 км на південний захід від Александрії, 118 км на південний схід від Крайови.

## Населення
За даними перепису населення 2002 року у селі проживали 782 особи.
Національний склад населення села:
| Національність | Кількість осіб | Відсоток |
| -------------- | -------------- | -------- |
| румуни         | 760            | 97,2%    |
| цигани         | 22             | 2,8%     |

Рідною мовою назвали:
| Мова      | Кількість осіб | Відсоток |
| --------- | -------------- | -------- |
| румунська | 768            | 98,2%    |
| циганська | 14             | 1,8%     |